# Etmopterus schultzi
Etmopterus schultzi is een vissensoort uit de familie van de Etmopteridae (Etmopteridae). De wetenschappelijke naam van de soort is voor het eerst geldig gepubliceerd in 1953 door Bigelow, Schroeder & Springer.